# 1. maj
1. maj je 121. dan leta (122. v prestopnih letih) v gregorijanskem koledarju. Ostaja še 244 dni.

## Dogodki
- 305 – rimska cesarja Dioklecijan in Maksimijan odstopita z vseh položajev
- 1006 – opazovanje supernove SN 1006 v konstelaciji Volka, ki je bilo zabeleženo v civilizacijah severne poloble
- 1363 – v listini oglejskega patriarha Ludvika della Torreja se z nemškim imenom Gotsche prvič omeni Kočevje
- 1786 – na Dunaju premierna uprizoritev Mozartove opere Figarova svatba
- 1838 – v Ljubljani začne izhajati Carniola
- 1840 – prva lepljiva poštna znamka, Penny Black, izdana v Združenem kraljestvu
- 1851 – v londonski kristalni palači odprtje prve svetovne razstave
- 1886 – delavske demonstracije v Chicagu; v spomin na ta dogodek je 1. maj mednarodni praznik dela
- 1889 – na prvem kongresu druge internacionale sklenejo, da bo 1. maj praznik dela
- 1927 – izhajati začne madžarski propagandni tednik Muravidék po Mörszki krajini, pisan v madžarskem in prekmurskem jeziku
- 1931 – v New Yorku odprtje Empire State Buildinga, v tistem času najvišje zgradbe na svetu
- 1935 – reorganizacija nemških oboroženih sil
- 1942 – japonska zasedba Mandalaija; presekana je burmanska cesta
- 1945:
  - slovenski in jugoslovanski partizani osvobodijo Trst
  - Karl Dönitz postane predsednik Nemčije
  - Joseph Goebbels in njegova žena Magda zastrupita svojih šest otrok v berlinskem podzemnem bunkerju ter nato skupaj storita samomor pred bunkerjem
- 1953 – 
  - oddajati začne radio Društva ljudske tehnike Šmarje pri Jelšah (danes znan kot Štajerski val), najstarejši regionalni radio v Sloveniji.
  - z oddajanjem TV sporeda začne Češkoslovaška televizija
- 1959 – po združitvi Slovenskega poročevalca in Ljudske pravice izide prva številka časnika Delo
- 1960 – v zračnem prostoru Sovjetske zveze sestreljeno ameriško vohunsko letalo U-2
- 1979 – Grenlandijia začne izvajati samoupravo (hjemmestyre), ki jo je danski parlament sprejel leto prej.
- 1991 – konec libanonske državljanske vojne
- 1995 – začne se Operacija Blisk
- 1997 – Tony Blair zmaga na volitvah v Združenem kraljestvu in postane prvi laburistični predsednik vlade po 18 letih
- 2004 – Slovenija, Madžarska, Češka, Slovaška, Poljska, Litva, Latvija, Estonija, Malta in Ciper (samo grški del) postanejo članice Evropske unije
- 2011 – papež Janez Pavel II. je razglašen za blaženega

## Rojstva
- 1218
  - Rudolf I. Habsburški, nemški kralj († 1291)
  - Ivan I., grof Hainauta († 1257)
- 1238 – Magnus VI., norveški kralj († 1280)
- 1245 – Filip III. Drzni, kralj Francije († 1285)
- 1285 – Edmund FitzAlan, angleški plemič, 9. grof Arundel († 1326)
- 1326 – Rinčinbal/cesar Ningzong, mongolski vrhovni kan, cesar dinastije Yuan († 1332)
- 1672 – Joseph Addison, angleški pesnik, dramatik in esejist († 1719)
- 1698 – Francesco Robba, italijanski kipar († 1757)
- 1780 – Philip Konrad Marheineke, nemški protestantski teolog († 1846)
- 1814 – Karl Wilhelm Philipp von Auersperg, avstrijsko-češki politik († 1890)
- 1816 – Aleksander Terplan, madžarski slovenski evangeličanski pastor in pisatelj († 1858)
- 1825 – Johann Jakob Balmer, švicarski fizik, matematik († 1898)
- 1839 – Hilaire de Chardonnet, francoski kemik in industrialec († 1924)
- 1852 – Santiago Ramón y Cajal, španski zdravnik in histolog († 1934)
- 1872 – Sidónio Pais, portugalski politik, diplomat in matematik († 1918)
- 1881 – Pierre Teilhard de Chardin, francoski paleontolog, filozof († 1955)
- 1887 – Alan Gordon Cunningham, britanski general, politik († 1983)
- 1896
  - Mark Wayne Clark, ameriški general († 1984)
  - Joseph Lawton Collins, ameriški general († 1987)
- 1908 – Giovanni Guareschi, italijanski novinar, pisatelj († 1968)
- 1910
  - Josef Allen Hynek, ameriški astronom, astrofizik († 1986)
  - Roland Rainer, avstrijski arhitekt († 2004)
- 1912 – Otto Kretschmer, nemški častnik, podmorniški as med 2. sv. vojno († 1998)
- 1916 – Glenn Ford, ameriški filmski igralec († 2006)
- 1918 – Gerš Ickovič Budker, ruski fizik († 1977)
- 1919 – Ferry Souvan, slovenski besedilopisec († 1974)
- 1921 – Kiril Nikolajevič Tavastšerna, ruski astronom († 1982)
- 1923 – Joseph Heller, ameriški pisatelj († 1999)
- 1928 – Desmond Titterington, britanski avtomobilistični dirkač († 2002)
- 1947 – Danilo Popivoda, slovenski nogometaš († 2021)
- 1952 – Andrej Šifrer, slovenski pravnik in glasbenik
- 1973 – Oliver Neuville, nemški nogometaš
- 1975 – Marc-Vivien Foé, kamerunski nogometaš († 2003)
- 1980 – Zaz, francoska pevka
- 1984 – Mišo Brečko, slovenski nogometaš

## Smrti
- 408 – Arkadij, rimski cesar (* 337/338)
- 513 – Šen Jue, kitajski zgodovinar, glasbeni teoretik, pesnik in politik (*  441)
- 1118 – Matilda Škotska, angleška kraljica, soproga Henrika I. (* 1080)
- 1187 – Roger de Moulins, 8. veliki mojster vitezov hospitalcev
- 1240 – Jakob iz Vitryja, francoski kardinal, teolog, kronist
- 1255 – Walter de Gray, angleški državnik, yorški nadškof
- 1256 – Mafalda Portugalska, infantinja, kastiljska kraljica, blažena (* 1197)
- 1277 – Štefan Uroš I., srbski kralj
- 1278 – Vilijem II. Villehardouinški, knez Ahaje
- 1308 – Albert I. Habsburški, avstrijski vojvoda, nemški kralj (* 1255)
- 1315 – Margareta Brandenburška, poljska vojvodinja in kraljica (* okoli 1270)
- 1345 – Peregrine Laziosi, italijanski redovnik, svetnik (* 1265)
- 1447 – Ludvik VII. Wittelsbaški, vojvoda Bavarske-Ingolstadta (* 1368)
- 1555 – Marcel II., papež italijanskega rodu (* 1501)
- 1572 – Pij V., papež italijanskega rodu (* 1504)
- 1813 – Jacques Delille, francoski pesnik (* 1738)
- 1873 – David Livingstone, škotski misijonar, zdravnik, raziskovalec Afrike, 1. maja najden mrtev (* 1813)
- 1874 – Vilém Blodek, češki skladatelj in pianist (* 1834)
- 1904 – Antonín Leopold Dvořák, češki skladatelj (* 1841)
- 1920 – Princesa Margareta Connaughtska, prva žena švedskega kralja Gustava VI. Adolfa (* 1882)
- 1928 – Ebenezer Howard, angleški socialni reformator (* 1850)
- 1935 – Henri Pélissier, francoski kolesar, zmagovalec Toura leta 1923 (* 1889)
- 1945:
  - Paul Joseph Goebbels, nemški nacistični minister za propagando (* 1897)
  - Magda Goebbels, žena Josepha Goebbelsa (* 1901)
- 1963 – Anton Sovre, slovenski filolog, prevajalec (* 1885)
- 1963 – Veza Canetti, avstrijska pisateljica in prevajalka (* 1897)
- 1978 – Aram Iljič Hačaturjan, armenski skladatelj (* 1903)
- 1994 – Ayrton Senna, brazilski dirkač Formule 1 (* 1960)
- 2004 – Lojze Kovačič, slovenski pisatelj (* 1928)
- 2006 – Irena Barber, slovenska porabska pisateljica in novinarka (* 1939)

## Prazniki in obredi
- Slovenija – praznik dela
- Rimskokatoliška cerkev – sv. Jožef Delavec